# Gattya conspecta
Gattya conspecta är en nässeldjursart som först beskrevs av Chantal Billard 1907.  Gattya conspecta ingår i släktet Gattya och familjen Halopterididae. Inga underarter finns listade i Catalogue of Life.